# Tramway d'Helsinki
Le tramway d'Helsinki (finnois : Helsingin raitioliikenne) fait partie du réseau de transport en commun géré par le département des transports d’Helsinki en Finlande.

## Histoire
Le tramway d'Helsinki a été créé en 1891. Les premières lignes fonctionnaient avec des chevaux. L'électrification des lignes fut progressive et il y eut des tramways tirés par des chevaux jusqu'en 1901.

## Aperçu général

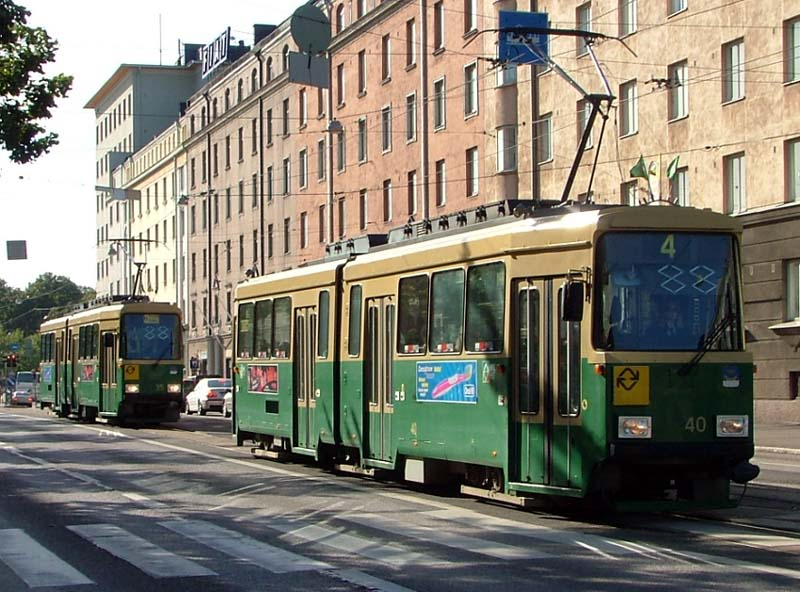
Anciennes rames en circulation

### Longueur des voies
En 2020, la longueur totale du réseau est de 48,3 km
et 293 arrêts sont actifs pour le trafic de voyageurs.
La longueur totale de voies du système complet est de 117,1 km.
| Longueur totale de voies | 96,0 km  | [ 1 ] |
| dont en site propre      | 59,6 km  | [ 1 ] |
| liaisons de secours      | 7,1 km   |       |
| voies de service         | 14,0 km  | [ 1 ] |
| Total                    | 117,1 km | [ 1 ] |

### Trafic de passagers
En 2013, le tramway a transporté 56,7 millions de passagers (pour 57,2 en 2012).

## Réseau

### Lignes exploitées par HKL
Il y a 10 lignes en exploitation par HKL.
- B  Les lignes 2 et 3 tournent en sens contraire.
- C  Aux heures de départ et d'arrivée des bateaux.
- D  Dans le sens des aiguilles d’une montre.
- A  Les jours ouvrés.
- J  Les fins de semaine.

### Autres lignes en exploitation
Deux lignes supplémentaires non numérotées sont exploitées par HKL et la société Stadin Ratikat OY.
| Nom   | Trajet                                                                           | Horaires    | Cf.     |
| Musée | Place du Marché-Kruununhaka-Place de la gare centrale-Place du Marché            | 10:00–17:00 | [F],[G] |
| Pub   | Place de la gare centrale-Kallio-Töölö-Place du Marché-Place de la gare centrale | 14:00–21:00 | [E],[H] |

- E  Dans le sens contraires aux aiguilles d’une montre.
- F  Ligne du Musée non numérotée
- G  Fins de semaine d'été.
- H  L'été.

### Matériel roulant
HKL fait circuler 132 trams pour le transport de passagers en février 2015. À la suite de problèmes d'adaptation au réseau finlandais, en 2017, un accord est passé entre Bombardier et l'opérateur pour retirer du service les 40 Variotram au profit d'une commande supplémentaire de rames Artic au constructeur Transtech. Les 40 rames ont toutes quitté le réseau fin 2018.
Le matériel roulant au début 2015 est le suivant:
F  Longueur de la voiture (en mètres)

G  Largeur de la voiture (en mètres)

H  Hauteur de la voiture (en mètres) avec le Pantographe

I  Service régulier

J  Service  à la demande

K  Unités en réserve
L  La rame 339 appartient à Oy Stadin Ratikat Ab.

M  Le numéro 175 est un restaurant roulant de Spårakoff compté comme service à la demande.

N  Une réplique du tram 1 de Brändö Spårvägs Ab (1917).

O  6 346 sièges en service régulier ; 245 sièges en service à la demande ; 186 sièges en réserve.

P  13 552 voyageurs debout en service régulier ; 405  voyageurs debout en service à la demande ; 342  voyageurs debout en réserve.

Référence des données:

## Tarification
Le billet de tramway seul a la particularité d'être moins cher que celui de bus. En janvier 2007, le billet couvrant un voyage en tram valait 2 euros, alors qu'un billet de bus ou un billet combiné valait 2,20 euros. Néanmoins les habitants de l'agglomération peuvent utiliser une carte magnétique, sur laquelle ils chargent du temps (« kausilippu » ; 1 jour = 1,22 euro en janvier 2007) ou de l'argent. Les billets payés avec l'argent de cette carte sont moins chers. Il est aussi possible d'acheter son billet avec son téléphone portable, en envoyant un SMS. On reçoit confirmation du paiement, rédigée en finnois ou en suédois, au choix. Les enfants de moins de 7 ans voyagent gratuitement.

## Galerie de photos

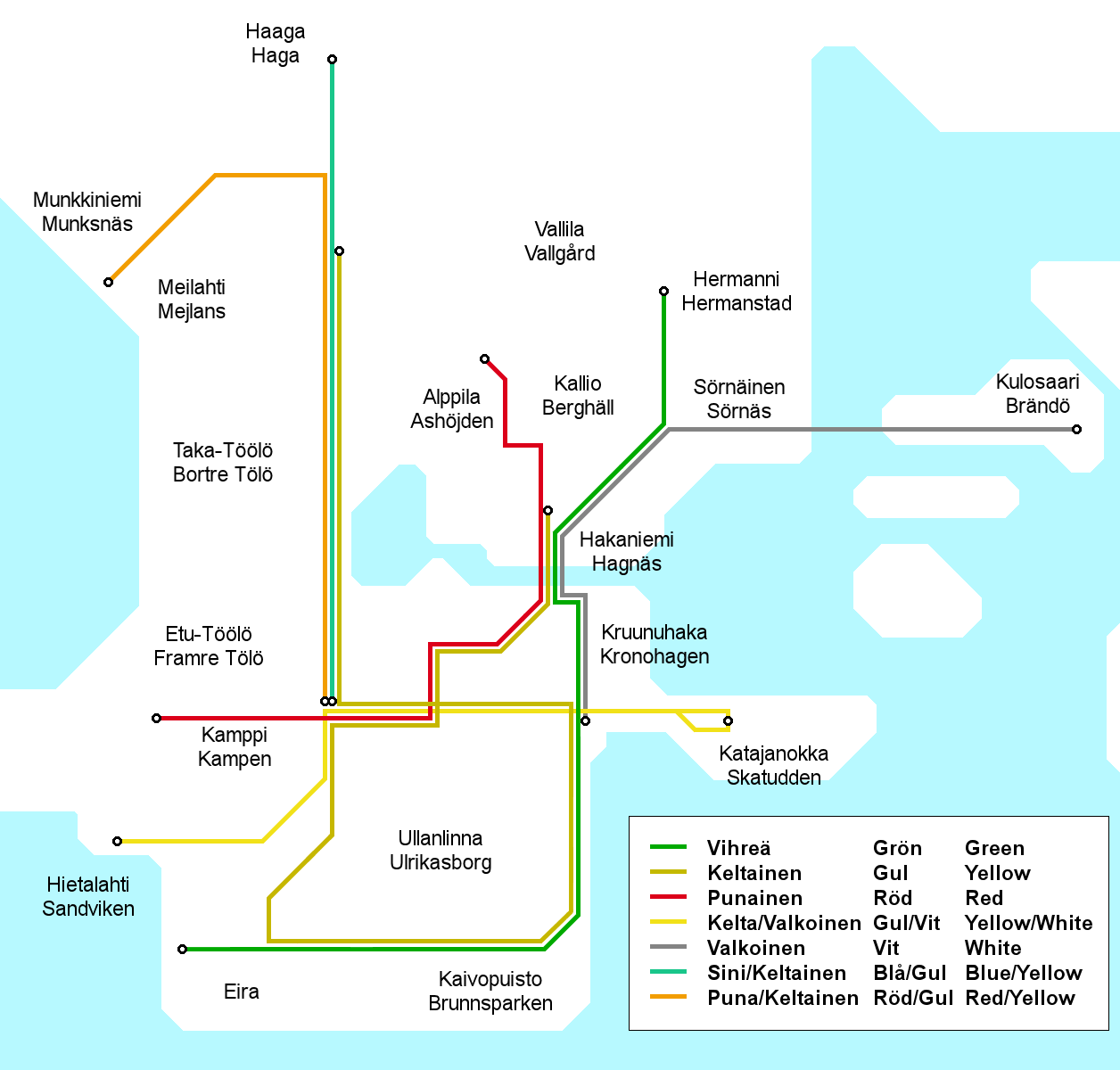
Réseau en 1920
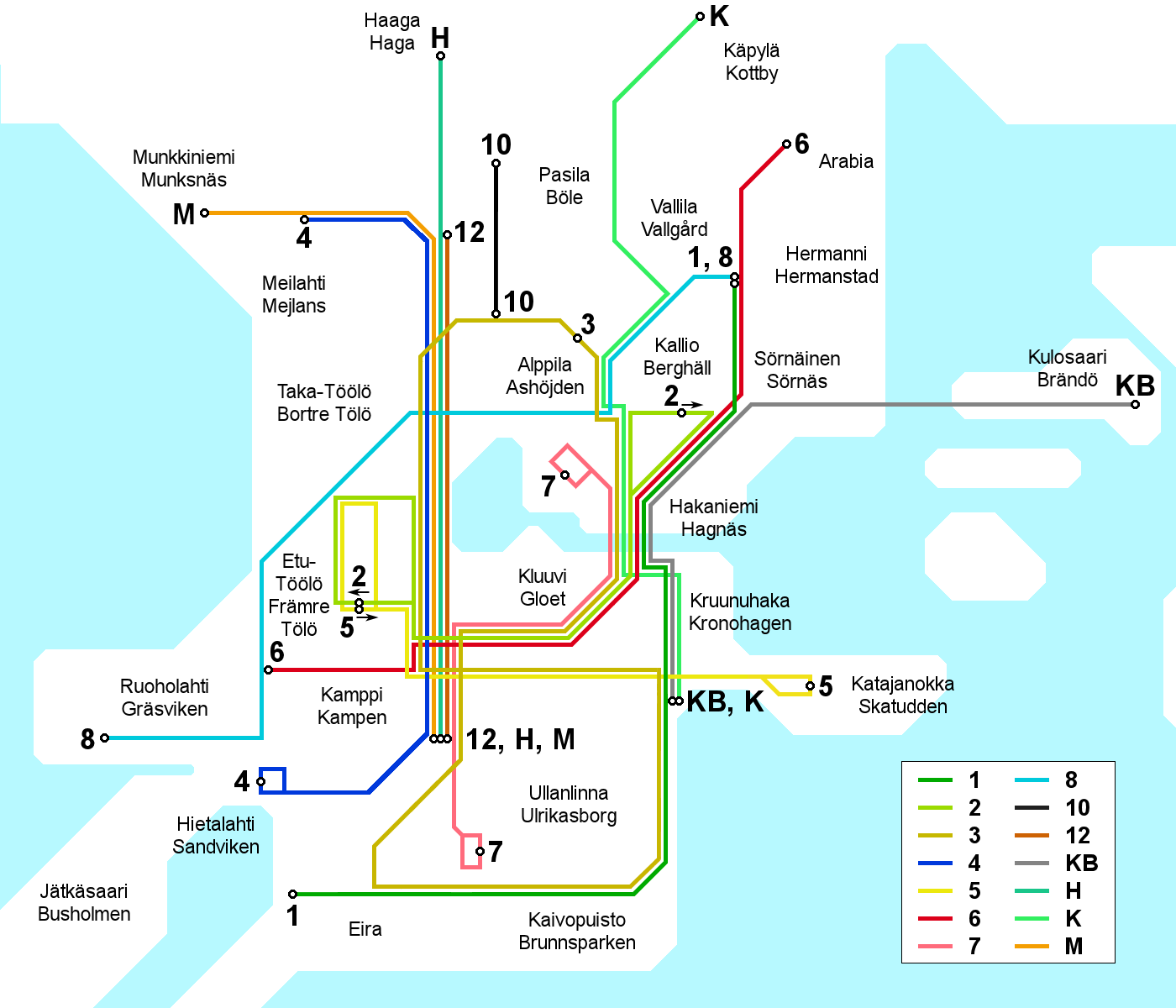
Réseau en 1946
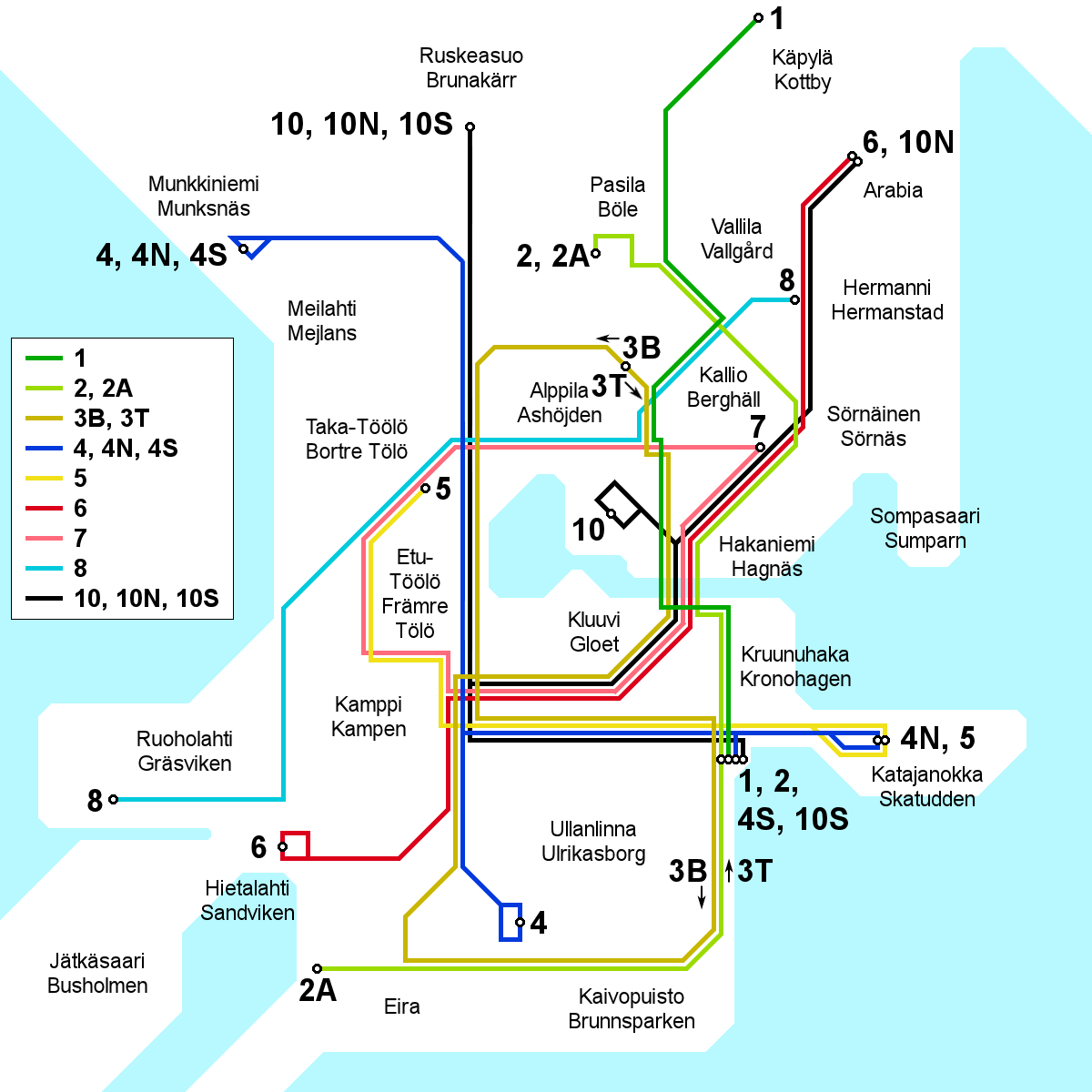
Réseau en 1976
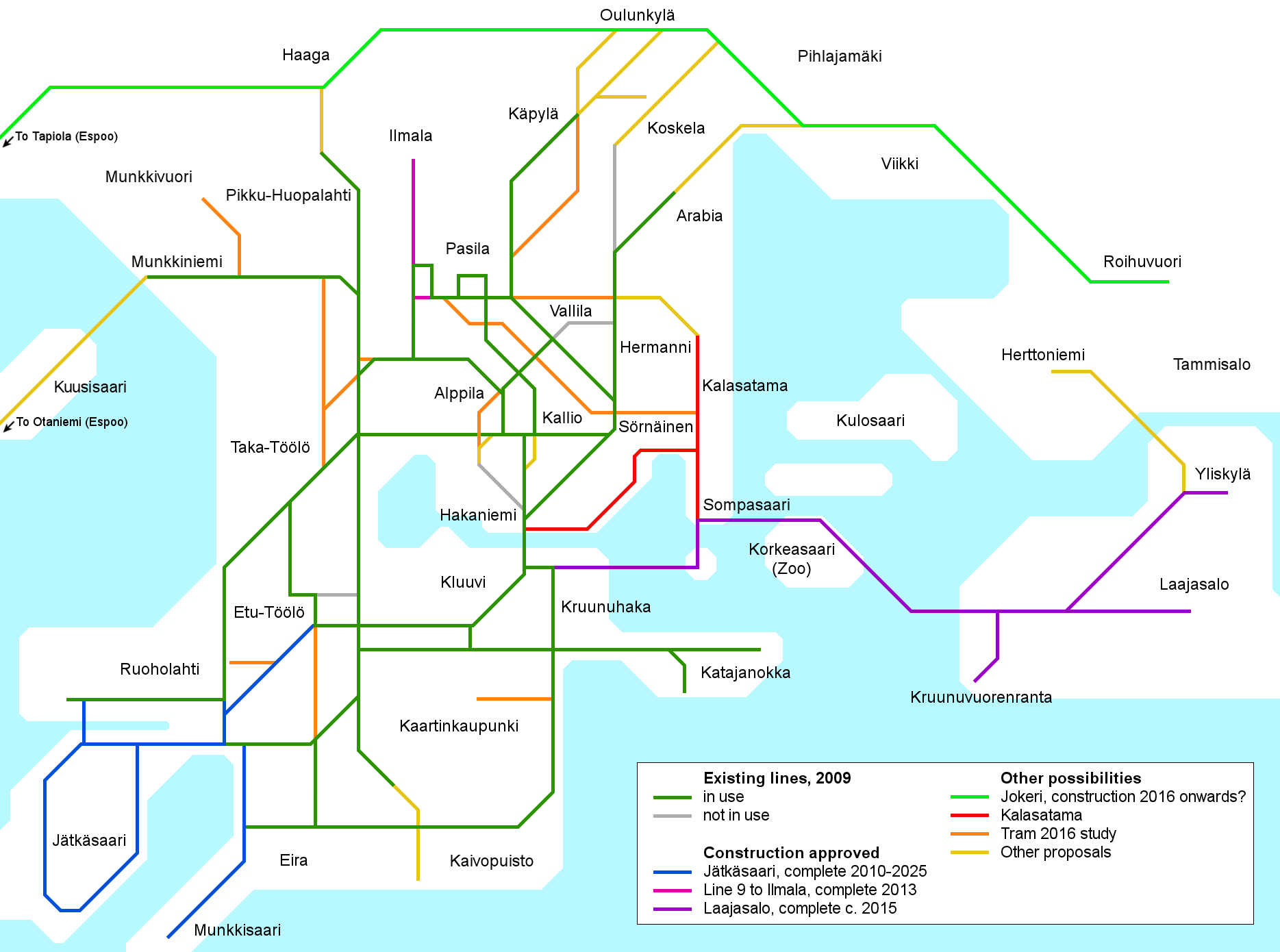
Réseau de 2010 à 2025